# Henri François Pittier
Henri François Pittier (Bex, 13 de agosto de 1857 - Caracas, 27 de janeiro de 1950) foi um geógrafo e botânico suíço, que iniciou a história do Parque Nacional da Venezuela.

## Vida
Formou-se engenheiro pela Universidade de Jena e mudou-se para a Costa Rica em 1887, onde fundou o Instituto Geográfico Físico e um herbário. Pittier coletou fungos na Costa Rica, que foi publicado como um artigo em 1896 por Marietta Hanson Rousseau e Elisa Caroline Bommer, e coletou aranhas que foram detalhadas ou descritas por A. Getaz em um artigo em 1893, e coletadas em várias datas e locais no quatro anos anteriores. Este último trabalho também menciona um espécime de Greytown (Nicarágua) também coletado por H.Pittier. 
Pittier chegou à Venezuela em 1917, onde classificou mais de 30 000 plantas e dedicou muitos anos ao estudo da flora e da fauna do país. O Parque Nacional Henri Pittier foi o primeiro parque nacional estabelecido na Venezuela.
Os gêneros de plantas Pittiera (agora considerado um sinônimo de Polyclathra), Pittierella (agora considerado um sinônimo de Cryptocentrum) e Pittierothamnus (agora considerado um sinônimo de Amphidasya) foram nomeados em sua homenagem. Mais de 500 espécies o homenageiam. O governo venezuelano concede à Conservação a Ordem de Mérito Henri Pittier.

## Trabalhos
Ele foi o autor de mais de 300 artigos sobre tópicos em botânica, geografia, silvicultura, antropologia, etnografia, lingüística, geologia e climatologia.
- Primitiae florae costaricensis, 1891 (com Théophile Alexis Durand).[7]
- Ensayo lexicográfico sobre la lengua de térraba, 1892.
- Die Sprache der Bribri-Indianer in Costa Rica, 1898 (com Friedrich Müller).
- Manual de agricultura tropical, 1901, (com Henry Alfred Alford Nicholls).
- Kostarika, beiträge zur orographie und hydrographie, 1912.
- Manual de las plantas usuales de Venezuela, 1926.
- Clave analítica de las familias de plantas superiores de la América tropical, 1926.
- Apuntaciones etnológicas sobre los indios bribri, 1938.
- Genera Plantarum Venezuelensium, 1939.
  - Trabalhos de Pittier publicados em inglês:

- Ethnographic and linguistic notes on the Paez Indians of Tierra Adentro, Cauca, Columbia", 1907.
- "The Mexican and Central American species of Sapium", 1908.
- "New or noteworthy plants from Colombia and Central America", 1909.
- "A preliminary treatment of the genus Castilla", 1910.
- "On the relationship of the genus Aulacocarpus, with description of a new Panamanian species", 1914.
- "Preliminary revision of the genus Inga", 1916.
- "The middle American species of Lonchocarpus", 1917.
- "New or noteworthy plants from Colombia and Central America [no.] 8", 1922.
- "The Lecythidaceae of Central America", 1927.[8]